# ألكسندر هاميلتون
ألكسندر هاميلتون (بالإنجليزية: Alexander Hamilton)‏ (و. 11 يناير 1755 أو 1757 - ت. 12 يوليو 1804) هو رجل دولة أمريكي وأحد الآباء المؤسسين للولايات المتحدة. وكان مفسرا وداعية للدستور الأمريكي، فضلا عن كونه مؤسس النظام المالي للبلاد، والحزب الاتحادي، وخفر السواحل الأمريكي، وصحيفة نيويورك بوست. وكان هاملتون المنظر الرئيسي للسياسات الاقتصادية لإدارة جورج واشنطن بوصفه أول وزير للخزينة. وقد تولى زمام المبادرة في تمويل ديون الولايات من قبل الحكومة الاتحادية، فضلا عن تأسيسه البنك الوطني، ونظام التعريفات الجمركية، والعلاقات التجارية الودية مع بريطانيا. وشملت رؤيته حكومة مركزية قوية يقودها فرع تنفيذي نشط، واقتصاد تجاري قوي، مع وجود بنك وطني ودعم للتصنيع، بالإضافة إلى تقوية الجيش. وقد واجه التحديات من سياسيي فرجينيا الزراعيين توماس جيفرسون وجيمس ماديسون، والذين شكل حزبا منافسا هو الحزب الجمهوري الديمقراطي. وقد فضلوا الولايات القوية الزراعية والتي تحميها ميليشيات الولاية بدلا من الجيش والبحرية. ونددوا بهاملتون ووصفوه بأنه ودود أكثر مما ينبغي تجاه بريطانيا وتجاه الملكية بشكل عام، وأنه توجهه يسير نحو المدن والأعمال المصارف.
ولد هاملتون خارج إطار الزواج في شارلستون في جزيرة نيفيس الكاريبية. والده مالك أراضي اسكتلندي يدعى جيمس هاملتون، وهو رابع أبناء ألكسندر هاملتون، والذي حمل لقب ليرد من غرانج في أيرشاير. وأمه هي راشيل فوسيت، وهي من أصل بريطاني وفرنسي من الهوغينوت. تيتم وهو طفل بعد أن ماتت أمه وهجره أبوه، ثم رباه أحد أقاربه، وبعد ذلك تبنته عائلة من التجار الأثرياء. وقد أثنى الجميع على ذكائه ومواهبه، فدعمته مجموعة من الأثرياء المحليين ليسافر إلى مدينة نيويورك ليواصل دراسته. دخل هاميلتون كلية الملك (وهي الآن جامعة كولومبيا)، واختار البقاء في المستعمرات الثلاثة عشر ليكسب رزقه.
أوقف هاميلتون دراسته قبل التخرج عندما أغلقت الكلية أبوابها خلال الاحتلال البريطاني للمدينة،  ثم لعب دورا رئيسيا في حرب الاستقلال الأمريكية. انضم في بداية الحرب في 1775 إلى مجموعة الميليشيات. وجمع فرقة مدفعية إقليمية في أوائل عام 1776، وعُيِّن نقيبا عليها. وسرعان ما أصبح كبير مساعدي الجنرال جورج واشنطن، القائد العام للقوات الأمريكية. ثم أرسله واشنطن في حملات عديدة لإرسال الخطط إلى جنرالاته. انتخب هاميلتون بعد الحرب كممثل عن مؤتمر الكونفدرالية من نيويورك. ترك بعدها مهنة المحاماة وأسس بنك نيويورك.
وكان هاملتون من بين الذين أبدوا عدم رضاهم بالحكومة الوطنية الضعيفة. وقاد مؤتمر أنابوليس الذي نجح بمطالبة الكونغرس بإصدار دعوة لمؤتمر فيلادلفيا من أجل وضع دستور جديد. وكان من أهم المشاركين في مؤتمر فيلادلفيا، وساعد على التصديق على الدستور بان كتب 51 من 85 جزءا من أوراق الفيدرالية التي تعتبر حتى اليوم أهم مرجع لتفسير الدستور الأمريكي.
أصبح هاميلتون أهم عضو في الحكومة الجديدة في عهد الرئيس الأمريكي جورج واشنطن. وكان قوميا أكد على وجود حكومة مركزية قوية وجادل بأن الصلاحيات الضمنية للدستور توفر السلطة القانونية لتمويل الدين الوطني، وتحمل ديون الولايات، وتأسيس بنك الولايات المتحدة المدعوم من الحكومة. وقد تم تمويل هذه البرامج في المقام الأول من خلال التعريفات الجمركية على الواردات، وتم تمويلها لاحقا من خلال الضريبة على الويسكي التي أثارت الجدل. حشد هاملتون شبكة وطنية من أصدقاء الحكومة، وخاصة المصرفيين ورجال الأعمال، والذين شكلوا الحزب الفدرالي، وذلك ليتغلب على النزعة الجهوية. ومن القضايا الرئيسية التي ظهرت في نظام الحزبين هي معاهدة جاي التي عمل هاميلتون على أغلب نقاطها في عام 1794. أقامت هذه المعاهدة علاقات تجارية ودية مع بريطانيا، وهو ما أغضب فرنسا ومؤيدي الثورة الفرنسية. لعب هاميلتون دورا محوريا في الحزب الفدرالي الذي هيمن على السياسة الوطنية وسياسة الدولة حتى خسر انتخابات عام 1800 أمام حزب جيفرسون الديمقراطي الجمهوري.
في عام 1795، عاد إلى مزاولة المحاماة في نيويورك. وحاول السيطرة على سياسات الرئيس جون آدامز (1797-1801). في عام 1798-99، دعا هاميلتون إلى التعبئة ضد فرنسا بعد قضية إكس واي زد وأصبح قائد الجيش الجديد الذي أعده للحرب. ومع ذلك، لم يتم إعلان الحرب رسميا ولم يحارب الجيش، رغم اشتباك بحرية البلدين في البحر. وفي النهاية، وجد الرئيس آدمز حلا دبلوماسيا وتجنب الحرب مع فرنسا. عارض هاملتون إعادة انتخاب آدامز ما ساعد في هزيمة الأخير في انتخابات عام 1800. تجابه جيفرسون وآرون بور عن بطاقة الحزب الفدرالي في تلك الانتخابات، وساعد هاميلتون في انتخاب جيفرسون رغم الاختلافات الفلسفية بينهما، وهزم بور الذي كان يرى أنه بلا مبدأ.
واصل هاميلتون أنشطته القانونية والتجارية في مدينة نيويورك، وكان نشطا في إلغاء شرعية تجارة الرقيق الدولية. ترشح نائب الرئيس بور لمنصب حاكم ولاية نيويورك في عام 1804، وهاجمه هاميلتون بشدة لأنه رأى أنه ليس أهلا للمنصب. أحس بور بالإهانة وتحداه في مبارزة. أصيب هاملتون بجرح خطير وتوفي في اليوم التالي من المبارزة.

## حياته الشخصية

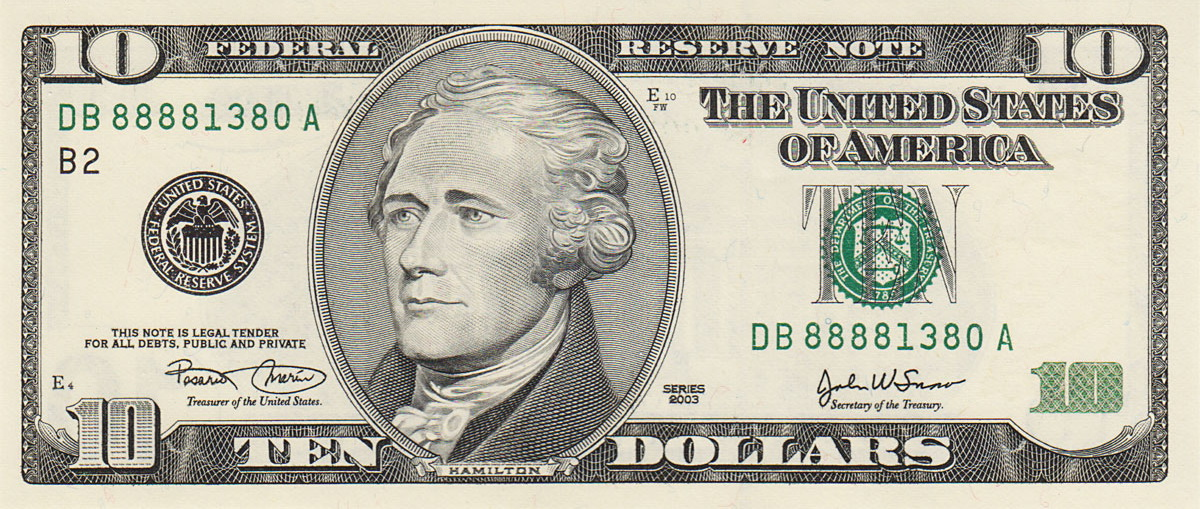
صورة هاميلتون على العملة الأمريكية الدولار

### عائلته
التقى هاميلتون بإليزابيث شويلر ابنة الجنرال فيليب شويلر في موريستاون في نيوجيرسي، وتزوجا عام 1780، وأنجبا ثمانية أطفال. سعت إليزابيث للحفاظ على إرث زوجها بعد وفاته عام 1804، فأعادت تنظيم جميع رسائله، وأوراقه وكتاباته بمساعدة ابنها جون تشرتش هاميلتون، وثابرت رغم الكثير من النكسات على نشر سيره الذاتية، وكانت مخلصة جدًا لذكرى أليكساندر لدرجة أنها كانت ترتدي صرّة صغيرة حول عنقها تحتوي قطع السوناتة التي كتبها لها في مطلع علاقتهما.

## إرثه
لا تزال تفسيرات هاميلتون للدستور المفصّلة في الفيدراليست مؤثرة للغاية، كما هو جلي في الدراسات الأكاديمية والقرارات المحكمية.
رغم غموض الدستور فيما يتعلق بالتوازن الدقيق للقوى بين الحكومة الوطنية (المركزية) وحكومات الولايات، أيد هاميلتون السلطة الفدرالية العظمى دومًا على حساب الولايات، وأسس بصفته وزيرًا للخزانة أول مصرف مركزي فعلي في البلاد، رغم المعارضة الشديدة لوزير الخارجية جيفرسون. وقد برر هاميلتون إنشاء هذا المصرف، وغيره من أنشطة السلطة الفدرالية المتزايدة، بموجب السلطات الدستورية للكونغرس التي تخوّل له إصدار العملات، وتنظيم التجارة بين الولايات، وأي شيء آخر يُعد «ضروريًا ومناسبًا» لسنّ أحكام الدستور.
تفاوتت الآراء حول هاميلتون إلى حد كبير، فاعتبره كل من جون أدامز وتوماس جيفرسون مجردًا من المبادئ وأرستقراطيًا إلى حد خطير، فكانت سمعته سيئة في الغالب في عصر كل من الديموقراطية الجيفرسونية والديموقراطية الجاكسونية. أما بحلول العصر التقدمي، أثنى كل من هيربرت كرولي، وهنري كابوت لودج وثيودور روزفلت على قيادته حكومةً قوية. وقد دخل العديد من الجمهوريين في القرنين التاسع عشر والعشرين في المجال السياسي بكتابة سير ذاتية تمجيدية لهاميلتون.
في سنوات تالية، تصدرت الآراء المؤيدة لهاميلتون وسمعته نهج العلماء، وفقًا لشون ويلينتز، فصوروه على أنه المهندس المثالي للاقتصاد الرأسمالي الليبرالي الحديث، ولحكومة فدرالية ديناميكية يرأسها مدير تنفيذي نشيط. في المقابل، صوّر العلماء الحديثون المؤيدون لهاميلتون جيفرسون وحلفاءه على أنهم مثاليون ساذجون وحالمون. هاجمت الآراء الجيفرسونية القديمة هاميلتون باعتباره داعمًا للمركزية، أحيانًا لدرجة اتهامه بمناصرة الحكومة الملكية.

### الآثار والنصب التاريخية

#### صوره على العملات والطوابع البريدية
منذ بداية الحرب الأهلية الأمريكية، وُضعت صورة هاميلتون على فئات من العملة الأمريكية أكثر من أي شخص آخر، فظهر على الأوراق النقدية من فئات الدولارين، والـ 5 دولارات، والـ10 دولارات، والـ 20 دولارًا، والـ 50 دولارًا والـ 1000 دولار، وظهر أيضًا على السلسلة إي إي من سندات الادخار بقيمة 500 دولار.
أصدر مكتب البريد الأمريكي الطابع البريدي الأول لتكريم هاميلتون عام 1870، وتحمل الصور في إصدارات عامي 1870 و1888 النقش ذاته، والذي صُمم تيمنًا بتمثال لهاميلتون من صنع النحات الإيطالي جوسيبي تشيراكي، وكان إصدار عام 1870 أول طابع بريد أمريكي يكرم وزير الخزانة. ويحمل الطابع التذكاري الأحمر من فئة ثلاثة سنتات، والذي صدر عام 1957 احتفالًا بالذكرى الـ 200 لميلاد هاميلتون، تمثيلًا لمبنى الفيديرال هول الواقع في مدينة نيويورك. وفي التاسع عشر من مارس 1956 أصدر مكتب بريد الولايات المتحدة طابع الحرية من فئة خمسة دولارات تكريمًا لهاميلتون.

#### ذا غرانج
لم يمتلك هاميلتون سوى منزله الزراعي، وكان قد صممه جون ماكومب الابن على الطراز الفيدرالي، وسمّاه هاميلتون «ذا غرانج» تيمنًا بتركة جده أليكساندر في أيرشاير في اسكتلندا. بقي المنزل في حوزة العائلة حتى عام 1833، عندما باعته أرملة هاميلتون، إيليزا. نُقل من موقعه الأصلي بدايةً في عام 1889، ومجددًا عام 2008 لمنتزه القديس نيكولاس في مرتفعات هاميلتون، واستعيد المظهر الأصلي للهيكل التاريخي للمنزل عام 2011، وهو الآن بحفظ إدارة المنتزهات الوطنية.

## روابط خارجية
- ألكسندر هاميلتون على موقع الموسوعة البريطانية (الإنجليزية)
- ألكسندر هاميلتون على موقع إن إن دي بي (الإنجليزية)